# Adda van Bernicia
Adda was de derde koning van Bernicia van 560 tot 568 en zoon van de eerste koning Ida. Er is weinig bekend over het leven en de regering van Adda. De Historia Britonum en de Annales Cambriae verschillen. Er bestaan meningsverschillen over de rangschikking en de regeringsjaren van de koningen tussen de dood van Ida (559) en het begin van de heerschappij van Æthelfrith (592/593). 